# Blithfield (meteorito)
El meteorito Blithfield fue encontrado el 13 de agosto de 1910 por Joseph Legree en Blithfield Township, Ontario, y medía unos 8 centímetros x 10 centímetros x 13,5 centímetros. El fragmento principal se encuentra actualmente en la Colección Nacional Canadiense, en Ottawa. Blithfield es una condrita enstatita, un grupo de meteoritos muy inusuales que se formaron en una atmósfera muy reductora. Es una de las únicas cinco brechas de condrita enstatita conocidas.